# La Grange Bay
Die La Grange Bay, benannt nach dem Mathematiker Joseph-Louis Lagrange, ist eine Bucht in Australien, die etwa 200 km südlich von Broome und 400 km nördlich von Port Hedland in Western Australia liegt. 
Der Tidenhub in dieser Bucht beträgt etwa zehn Meter und die Ebbe legt Kilometer weite Schlickfelder und Felsenklippen frei. In der Bucht leben zahlreiche Muscheln, wie beispielsweise die Venusmuschel, Korallen befinden sich ebenso dort wie riesige Mangrovensümpfe. Die Muscheln werden gesammelt und einer Verwertung im Kunsthandwerk zugeführt. Im Wasser leben zahllose Fische, wie die hochgiftigen Blauring-Oktopusse, Schildkröten, Dugongs (Seekühe), kleinere Delfine und fliegende Fische. Die Bucht wird von vielen Vögeln aufgesucht wie Brolga und Enten. 
Die Bucht wird von mehreren der Stämme der Aborigines wie den Karajarri, Nyangumarta, Juwaliny, Mangala und Yulparija bewohnt, denen das Land vom Süden von der Roebuck Bay bis nach Port Hedland und Hunderte von Quadratkilometern des Inlandes gehört. Im Rahmen des Community Development Employment Program (CDEP) betreiben sie die Bidyadanga Aboriginal Community Inc. In der Bucht liegt die Aborigines-Siedlung Bidyadanga mit über 100 Häusern und über 600 Einwohnern in drei Ortsteilen. Ferner befindet sich in der Bucht die katholische Aborigines-Missionsstation La Grange Mission.
In der La Grange Bay wurden im Jahre 1865 drei europäische Siedler, entweder durch Speere oder Keulen, von Aborigines getötet. Zahlreiche Aborigines wurden darauffolgend von Expeditionsteilnehmern in Auseinandersetzungen massakriert, die häufig als La-Grange-Massaker bezeichnet werden.